# Tachinus corticinus
Tachinus corticinus är en skalbaggsart som beskrevs av Johann Ludwig Christian Gravenhorst 1802. Tachinus corticinus ingår i släktet Tachinus, och familjen kortvingar. Arten är reproducerande i Sverige.